# 白澤站 (鹿兒島縣)
白澤站（日语：／ Shirasawa eki */?）是一座位於鹿兒島縣枕崎市的九州旅客鐵道（JR九州）指宿枕崎線的鐵路車站。

## 車站構造
- 一個1面1線側式月台，不可以列車交會。
- 無人站。
- 地上車站。

## 历史
- 1963年（昭和38年）10月31日：車站啟用。
- 1987年（昭和62年）4月1日：因國鐵分割民營化，本站成為九州旅客鐵道的車站。

## 車站周邊
- 白澤郵局
- 枕崎機場
- 福利九州醫院
- 國道226號

## 相鄰車站
九州旅客鐵道
指宿枕崎線
薩摩鹽屋－白澤－薩摩板敷

## 相關項目
- 日本鐵路車站列表

## 外部連結
- 白澤車站 （页面存档备份，存于）（日語）